# زیر بام‌های پاریس
زیر بام‌های پاریس (فرانسوی: Sous les toits de Paris‎) فیلمی فرانسوی در سبک موزیکال به کارگردانی رنه کلر است که در سال ۱۹۳۰ منتشر شد. از بازیگران آن می‌توان به گستون مودو اشاره کرد.

## داستان
در طبقه کارگر پاریس، آلبرت یک خواننده خیابانی است که در یک اتاق زیر شیروانی زندگی می‌کند. او یک دختری زیبا رومانیایی به اسم پولا را ملاقات می‌کند و عاشق او می‌شود اما آلبرت تنها خاطر خواه او نیست، بهترین دوست آلبرت یعنی لوییس و گنگستر محل فرد نیز خاطرخواه پولا هستند. شبی پولا جرات نمی‌کند به خانه برگردد زیرا فرد کلید خانه را از او گرفته‌است و او احساس امنیت نمی‌کند پس شبی را با آلبرت می‌گذراند در حالی که آلبرت خود روی زمین می‌خوابد و تخت را برای پولا می‌گذارد. آندو تصمیم به ازدواج می‌گیرند اما روزی به‌طور اتفاقی یکی از دوستان آلبرت کیفی پر از وسایل دزدی پیش آلبرت می‌گذارد و همین باعث دستگیری آلبرت و به زندان رفتن او می‌شود. در این مدت پولا با لوییس وارد رابطه می‌شود و بعد از آزادی آلبرت، فرد گنگستر که از رابطه آلبرت و پولا با خبر است سعی می‌کند با چاقو آلبرت را تهدید و از رابطه با پولا منصرف کند که در این حین لوییس به کمک آلبرت می‌آید و در آخر وقتی آلبرت می‌بیند پولا و لوییس به یکدیگر علاقه‌مند هستند خود را کنار می‌کشد.